# Холмовая (Калужская область)
Холмовая — деревня в Спас-Деменском районе Калужской области России. Входит в состав сельского поселения «Село Павлиново».

## Физико-географическая характеристика
Располагается в 7 км к востоку от Павлиново, в 13 км к северо-западу от Спас-Деменска и в 158 км к западу от Калуги. На юге недалеко от деревни проходит ж.-д. линия Смоленск — Сухиничи, ближайший остановочный пункт 465 км находится в 2,5 км к западу от деревни.

## Население
На 2010 год деревня является заброшенной.
| 2002 | 2007 | 2010 |
| ---- | ---- | ---- |
| 4    | ↘1   | ↘0   |